# Liste des personnages de Soul Eater

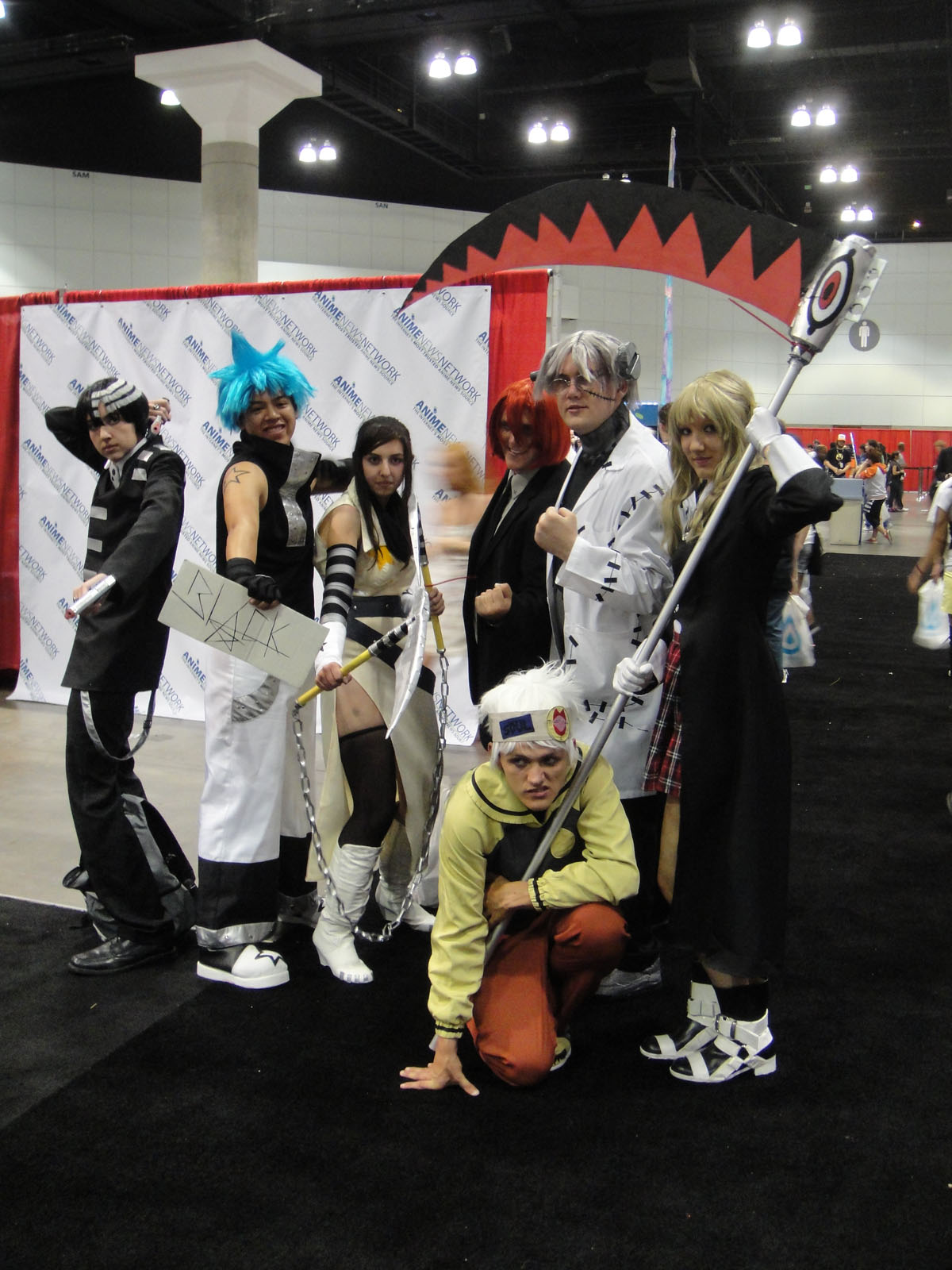
Groupe de cosplayers déguisé en personnages de Soul Eater

Cet article présente et détaille les personnages du manga et de l'anime Soul Eater.

## Les élèves

### Maka Albarn
Voix japonaise : Chiaki Omigawa
Voix française : Céline Rotard
C'est, avec son partenaire Soul, un des personnages centraux. C'est une jeune fille très intelligente et sérieuse qui passe son temps à lire des livres. Son caractère est presque le total opposé de celui de son partenaire, calme et réfléchie, elle ne se lance pas dans la bataille sans un plan d'action en tête. Chose dure à mettre au point quand on fait équipe avec Soul qui est du genre à foncer droit devant sans trop regarder les obstacles en face de lui.
Comme les deux autres meisters, Maka n'est pas une élève comme les autres puisqu'elle est la fille de l'actuel Death Scythe de Shinigami. Mais on ne peut pas dire que ce soit le grand amour avec son père. Chose normale vu que c'est un coureur de jupon invétéré, ce qui a détruit son couple, chose que lui reproche souvent Maka, et qui a poussé la jeune fille à ne plus faire confiance aux hommes. La seule exception est Soul, le seul en qui elle ait confiance, bien qu'elle le considère très souvent comme un crétin irresponsable. Ce qui fait qu'elle lui donne un coup de livre sur la tête appelé  maka chop.
C'est une spécialiste dans la détection des âmes. Le duo Maka/Soul arrive à utiliser « La Résonance des Âmes » permettant d'augmenter la fréquence de leurs âmes suivi de l'attaque Tranche-Sorcière. Son combat contre le Clown lui permettra d'utiliser une version améliorée de Tranche-Sorcière, le Tranche-Démon qui l'aidera à vaincre Arachné lors de la capture du château de Baba Yaga.
Après ces événements, elle permettra à Soul d'accéder au rang de Death Scythe, son âme prendra la forme de Grigori, les anges déchus, et ils deviendront membres de la nouvelle troupe d'élite de Shibusen : Les Spartoì. 
Dans l'anime : Maka obtient la nouvelle version de Tranche Sorcière et affrontera Médusa et le Grand Dévoreur Asura. Elle vaincra Médusa grâce à sa longueur d'onde Anti-Démon et Asura grâce à son courage contre la folie, et on découvrira que Maka est une arme qui s'ignorait.

### Soul Eater Evans
Voix japonaise : Kōki Uchiyama
Voix française : François Creton
C'est le partenaire de Maka, il a une allure assez démoniaque avec ses dents en formes de crocs, ses cheveux blancs et ses yeux rouges. C'est quelqu'un qui a pour but dans la vie d'être le plus cool de tous. Qu'est ce que cela signifie concrètement ? Personne ne le sait mis à part lui. Ce qui est sûr c'est qu'il est capable d'afficher un air très détaché sur ce qui l'entoure et d'avoir un regard cynique sur le monde. C'est une arme humaine prenant la forme d'une grande faux à la lame grise et rouge. Soul ferait tout pour protéger Maka ce qui peut provoquer des tensions entre les deux étant donné que Maka ne veut pas qu'il se sacrifie pour elle. Soul est également le meilleur ami de Black Star et ensemble, ils semblent encore plus incontrôlables et stupides que séparés. Le diablotin dans sa tête l'appelle par son nom de famille, Evans, mais il déteste être appelé de cette façon. 
Soul révèlera qu'il vient d'une famille noble de musiciens et a un frère ainé qui s'appelle Wes. Étant le seul de sa famille à pouvoir se transformer en arme, il décidera de devenir l'arme de Maka qu'il rencontrera après lui avoir montré sa vraie personnalité en jouant du piano.
Lors de son premier combat contre Crona, il sera infecté par le sang noir de Ragnarok en essayant de protéger Maka et fera des rêves d'un diablotin qui le pousse à se laisser envahir par la folie pour se débarrasser de ses peurs et devenir plus fort. Bien que Soul refuse son offre, c'est Maka qui va l'obliger pour l'aider à vaincre Crona. Lors de son combat contre Mosquito, Soul décidera d'aider Maka, Black Star et Kid à accorder leurs longueurs d'âmes en jouant du piano. Cette technique se révèlera efficace car elle aidera Maka à sortir de la folie du Clown et d'arrêter la diffusion de la folie d'Arachné. En ayant récupéré l'âme d'Arachné, Soul accèdera au rang de Death Scythe et deviendra membre de la nouvelle troupe d'élite de Shibusen : Spartoì.
Dans l'anime : Ayant trop utilisé le pouvoir du Sang Noir, Soul se retrouvera prisonnier du diablotin qui l'enfermera dans une boîte, mais sera délivré par Maka. Et il n'aura pas le rang de Death Scythe, l'âme d'Arachné ayant déjà été dévorée par Asura.

### Black☆Star
Voix japonaise : Yumiko Kobayashi
Voix française : Jessie Lambotte
Black Star est le seul survivant du Clan Astral, un clan d'assassins qui tuaient des gens pour de l'argent, éradiqué et sera élevé par Shibusen. Contrairement à Maka ou à Death the Kid, Black Star n'est pas un meister ordinaire, c'est un assassin, sauf qu'il est incapable de rester tranquille et donc d'être discret, ce qui exaspère Tsubaki, sa partenaire. Il suit depuis longtemps les trois règles des assassins sauf qu'il les hurle à ses adversaires. Il se considère comme le number one et il se prétend supérieur à Dieu. Il est constamment surexcité et utilise des techniques ninja quand il se bat. En réalité il est fort, mais loupe ses missions à cause de son caractère, mais il peut se révéler très sérieux et donc exploiter tout son potentiel avec « La Résonance de l'âme » qui donne 'Shield Star' (Bouclier de l'Étoile) ainsi que 'Shadow Star' (ombre astrale) réalisée grâce au Sabre Maudit. Il est également capable de frapper un adversaire juste avec sa longueur d'âme, cette attaque est 'Black Star Big Wave'. Il est surement, parmi les élèves de Shibusen, celui dont la longueur d'âme est la plus élevée, et donc de ce fait potentiellement le plus puissant. C'est le meilleur ami de Soul.
Après son deuxième combat contre Mifune, et sa défaite, il va devenir obsédé par le fait de gagner en puissance, à un tel point que beaucoup se demandent s'il ne va pas emprunter la même route que son père, l'assassin White Star. Et à son troisième combat, après un entrainement dur chez la famille Nakatsukasa, il réveillera la seconde personnalité de Tsubaki lors de la Résonance des Âmes, et pourra se servir de toute la puissance du Sabre maudit et faire jeu égal avec Mifune. Ce combat acharné se finira par une victoire et Mifuné mourra. Après ces évènements, il deviendra membre de la nouvelle troupe d'élite de Shibusen : Les Spartoì.
Dans l'anime : Black Star affrontera Mifuné mais ne le tuera pas, et l'aidera même à sauver Angela. Il affrontera également le Grand Dévoreur Asura, mais sans succès.

### Tsubaki Nakatsukasa
Voix japonaise : Kaori Nazuka
Voix française : Isabelle Volpe
C'est la partenaire de Black Star, et contrairement aux autres armes démoniaque, elle peut prendre plusieurs formes : Grappin-faucheur, shuriken, fumigène, lame de ninja et leurre. Elle est l'héritière du clan Nakatsukasa, un célèbre clan d'armes dont la particularité est d'avoir plusieurs transformations. Contrairement à son partenaire, elle est douce, gentille et timide ou plutôt écrasée par la personnalité excentrique et narcissique de Black Star, mais n'en est pas moins intelligente et réfléchie, mais se garde bien de rappeler à Black Star à quel point il est stupide. Elle sait reconnaître le talent de son compagnon et essaie de le faire progresser, mais, la plupart du temps, il n'en fait qu'à sa tête. Après avoir avalé l'âme de son frère Masamune, elle obtiendra une nouvelle transformation le mode Sabre maudit, qui est en fait la transformation de son frère. À plusieurs reprises, elle tente de mettre en garde Black Star contre une trop forte utilisation de ce mode, mais bien entendu, le jeune homme n'en fait qu'à sa tête. Très protectrice envers lui, elle s'inquiétera de plus en plus de voir le chemin que son compagnon compte suivre. 
Après la bataille pour l'Infusio, elle remarquera que Black Star s'échappe de plus en plus du chemin du guerrier à cause de ses défaites. Elle lui proposera de se rendre chez sa famille pour l'aider à mieux utiliser le Sabre Maudit. Dès qu'il saura utiliser ce mode, Tsubaki révèlera la véritable forme du Sabre Maudit lors du dernier combat contre Mifuné. Après les évènements du château de Baba Yaga, elle deviendra membre de la nouvelle troupe d'élite de Shibusen : Les Spartoì.
Dans l'anime : Tsubaki et Black Star n'iront pas chez les Nakatsukasa, et elle révélera la deuxième forme épée maudite en se battant contre Mifuné.

### Death The Kid
Voix japonaise : Mamoru Miyano
Voix française : Jean-Marc Montalto
Fils de Maître Shinigami (comme l'atteste son nom) Kid est donc destiné à devenir un shinigami et ainsi à succéder à son père. Cependant Kid a un problème : c'est un dangereux mono-maniaque de la symétrie parfaite, d'où son choix d'avoir deux partenaires (qui nécessite le double d'âmes pour la transformation en Death Scythe), il ne supporte que les choses symétriques sinon elles n'ont aucun intérêt pour lui (plusieurs fois dans la série il retournera chez lui afin de vérifier si un cadre, une bougie, un tapis... n'est pas bien placé, laissant ses compagnons en pleine bataille). De plus, si un ennemi est symétrique, il est incapable de l'attaquer. Il est quelque peu arrogant de par ses pouvoirs. Il est très frustré par ses trois mèches blanches (elles ne sont pas symétriques) du côté gauche ; à l'inverse, son père les trouve mignonnes. Il est tellement fou de symétrie que Liz et Patty doivent toujours avoir le même nombre d'âmes sinon il s'énerve sauf s'il ne peut pas faire autrement. Il porte les deux sœurs (en mode pistolets) de manière à avoir les petits doigts sur les gâchettes et bien sûr, de manière parfaitement symétrique. Il utilise aussi les arts martiaux des dieux de la mort. Kid, Liz et Patty savent utiliser « La Résonance des Âmes » où les deux sœurs se transforment en canons ; leur attaque est 'Canon de la Mort'. 
Lors d'une mission dans le Sahara, il découvrira une plaque où sont gravées les signatures de son père et d'Eibon et commencera à être intrigué par ce personnage décrit comme un Grand Architecte Ensorceleur. Lors de la capture du château de Baba Yaga, il se fera capturer par un mystérieux personnage nommé Noah qui possède le livre d'Eibon. À l'intérieur de celui-ci il rencontrera l'un des grands Anciens, autrefois compagnons de Maître Shinigami. Mais au lieu d'aider Kid, il le fera sombrer dans la folie, révélant le potentiel de Kid. Black Star aidera Kid à revenir à la raison et à sortir du Livre tout en ayant trouvé une vraie définition du "Pouvoir Ultime". 
Son chiffre préféré est le 8 car il peut être symétrique horizontalement et verticalement. Accessoirement,c'est un féru de skateboard et peut même en faire apparaître un depuis sa bague. La particularité de cette planche est qu'elle peut voler à la même vitesse qu'un train à pleine puissance. Dans le dernier tome de la série, on apprend que Asura et Kid sont en fait frères, étant tous deux de fragments du Shinigami.
Dans l'anime : Après la bataille pour l'Infusio, Kid commencera à avoir des doutes sur les agissements de son père à vouloir récupérer des artefacts d'ensorcellement massif. Il vaincra le Clown et il affrontera également le Grand Dévoreur Asura grâce à une nouvelle forme du 'Canon de la Mort', mais sans succès.

### Les sœurs Thompson
Voix japonaises : Akeno Watanabe (Liz), Narumi Takahira (Patty)
Voix françaises : Nayeli Forest (Liz), Nathalie Bienaimé (Patty)
Elizabeth, alias Liz l'ainée, et Patricia, alias Patty la cadette, sont les partenaires de Death the Kid qui les a choisies car elles se transforment toutes les deux en pistolet et sont donc parfaitement symétriques alors que, sous leurs formes humaines, ce n'est plus tout à fait le cas car elles n'ont pas les mêmes proportions comme leur taille, leurs cheveux et même leur tour de poitrine ; quant à leurs personnalités, Liz est plus sérieuse mais trouillarde alors que Patty est moins intelligente (voire carrément folle) mais courageuse. On sait qu'elles ont vécu la plupart de leur vie dans les rues de Brooklyn avant qu'elles n'essayent de racketter Kid. Depuis, le trio est en parfaite harmonie, Kid admire leur positive-attitude, et elles sont fascinées par la noblesse de Kid.
Lors de la capture de Baba Yaga, elles auront de nouvelles formes grâce à la puissance de l'Infusio. Après que Kid se sera fait capturé, Patty s'entraînera dur au combat et au tir avec Liz et elles deviendront membres de la nouvelle troupe d'élite de Shibusen : Le Spartoì. Elles partiront ensuite en mission en Afrique centrale avec Kirik, Fire, Thunder, Kim et Jacqueline, pour trouver des informations sur les recherches de Médusa mais tomberont nez à nez avec un Clown Artificiel. Une fois Kid de retour, elles apprennent une nouvelle résonance des âmes : les Sept Rayons Sacrés.
Dans l'anime : Lors du combat contre le Grand Dévoreur Asura, elles auront une nouvelle forme du 'Canon de la Mort', un double-canon doré gigantesque posé sur trépied.

### Ox Ford
Voix japonaise : Hiroyuki Yoshino
Voix française : Jean-Adrien Espiasse
C'est le meilleur élève de la classe avec Maka, tout comme elle sa moyenne frôle les 100. C'est aussi un incroyable vantard. Son nom fait référence à la prestigieuse université d'Oxford. Son arme est Harvar (aussi une référence à l'université d'Harvard). Ox est notamment amoureux de Kim. En combat, il utilise sa lance Harvar pour lancer de puissantes attaques électriques. Son attaque combinée lors de la résonance en chaîne porte pour nom 'Thunder Combination' : c'est un combo surpuissant qu'il effectue avec Kirik et qui se termine par un coup d'éclair capable de fendre en deux un golem de pierre.
Apprenant que Kim est une sorcière, il décidera de la sauver mais découvrira qu'elle est sous l'emprise de la machine à manipulation morale d'Arachnophobia. Il refusera de combattre Kim et préfèrera utiliser ses sentiments pour la ramener à la raison. Après les évènements de la capture du château de Baba Yaga, il devient membre de la nouvelles troupe d'élite de Shibusen : Les Spartoì.
Dans l'anime : Dans un épisode spécial, Ox partira à la recherche de l'épée sacrée Excalibur pour son rapport, mais abandonnera à cause de l'ennui d'Excalibur. Ox, Kim et Kirik s'infiltrent dans le château de Baba Yaga pour retrouver le Grand Dévoreur.

### Harvar d'Éclair
Voix japonaise : Wataru Hatano
Voix française : Mathieu Coblentz
C'est le partenaire d'Ox Ford, il porte une visière. En combat, il se transforme en lance capable de maîtriser l'électricité. Il semble lui aussi être dans les meilleurs élèves. Son nom fait référence à la prestigieuse université d'Harvard.
Lors de la capture du château de Baba Yaga, Harvar affrontera Kim pour protéger Ox mais ce dernier lui ordonnera de le laisser faire. Après ces évènements, il deviendra membre de la nouvelle élite de Shibusen : Les Spartoì.
Dans l'anime : Harvar et Ox n'affronteront pas Kim.

### Kim Diehl
Voix japonaise : Chiwa Saito
Voix française : Céline Melloul
Meister, elle fait partie des meilleurs éléments de Shibusen. Elle ne partage pas du tout les sentiments qu'Ox éprouve à son égard sauf « si jamais il devenait riche... ».
Après la bataille pour l'Infusio, une information anonyme venant de Médusa révèlera à Shibusen que Kim est une sorcière. Son animal totem est le tanuki et possède des pouvoirs de guérison. Redoutant que Shibusen ne découvre son secret, elle s'en enfuit et se laisse piéger par Mosquito qui l'entraîne au château de Baba Yaga où elle sera manipulée moralement. Elle y affronte Ox mais sera très vite revenue à elle-même grâce à ses sentiments. Après les évènements de la capture du château de Baba Yaga, elle revient à Shibusen et deviendra membre de la nouvelle troupe d'élite de Shibusen : Les Spartoì. Lors d'une mission en Afrique Centrale avec Kirik, Fire, Thunder, les sœurs Thompson et Jacqueline; ils tomberont face à un Clown Artificiel.
Dans l'anime : Kim n'est pas une sorcière et infiltrera le château de Baba Yaga avec Ox, Harvar, Kirik, Fire et Thunder pour retrouver le Grand Dévoreur.

### Jacqueline O'Lantern Dupré
Voix japonaise : Kanae Oki
Voix française : Catherine Collomb
Partenaire de Kim, elle peut se transformer en lanterne démoniaque servant à la fois de chauffage, d'arme et de signal de ralliement.
Quand elle est utilisée tel une arme, on constate qu'elle est utilisée à l'horizontal. Le fond de la lanterne s'ouvre et on y découvre un Visage Démoniaque  ressemblant à Jack O' Lantern (d'où le nom de l'arme...). C'est par les trous du visage que sortent d'immenses flammes. Ces flammes peuvent rester à l'intérieur et la lumière / chaleur est diffusée par de nombreux trous tout autour de la lanterne. Enfin, Kim peut s'en servir tel un balai (de métal) de sorcière : elle enfonce dans le goulot un long bâton de fer, ouvre le fond, et s'en sert pour se déplacer et dessiner dans le ciel...
Jacqueline suivra Kim à Arachnophobia et sera aussi manipulée. Après ces évènements de la capture du château de Baba Yaga, elle retournera à Shibusen et deviendra membre de sa nouvelle troupe d'élite : Les Spartoì. Lors d'une mission en Afrique Centrale avec Kim, Kirik, Fire, Thunder et les sœurs Thompson, ils se retrouvent nez à nez avec un Clown Artificiel,création de Médusa à partir du Sang Noir et de la folie concentrée de Asura.

### Kirik Rung
Voix japonaise : Kenichi Suzumura
Meister, et aussi ami de Black Star, il fait partie de l'élite des élèves de Shibusen. Ses partenaires sont Pot of Fire et Pot of Thunder. En combat, ils prennent l'apparence de gants de boxe produisant du feu ou de l'électricité, d'où leur noms.
Lors de la capture du château de Baba Yaga, il affrontera des membres d'Arachonophobia et des artefacts loufoques créés par Eibon. Après ces évènements, lui et ses armes deviendront membres de la nouvelles troupe d'élite de Shibusen : Les Spartoì. Lors d'une mission en Afrique Centrale où il devra récupérer des documents provenant des recherches de Médusa sur la folie et sa magie, il se retrouvera nez à nez avec un clown artificiel, le clown noir. Par la suite, il fera partie de l'équipe pour l'opération sauvetage de Kid dans le livre d'Eibon.

### Pot of Fire & Pot of Thunder
Partenaires jumeaux de Kirik,ce sont des réceptacles naturels qui,comme leur nom l'indique,maîtrisent respectivement le Feu et la Foudre. En humains ils apparaissent comme deux enfants jumeaux métisses,alors que dans leur forme d'arme ils apparaissent comme des gros gants de combat pouvant s'enflammer ou projeter de lourdes décharges électriques. Pot of Fire est un garçon alors que Pot of Thunder est une fille,comme le révèle la résonance d'âme de Kirik lors d'une mission en Afrique. Ils sont très sensibles aux messages de la nature,et se mettent à pleurer quand la terre se meurt comme autour du château de Baba Yaga.

## Le corps enseignant

### Maître Shinigami
Voix japonaise : Rikiya Koyama
Voix française : Patrick Noérie
Shinigami est le directeur de Shibusen et le père de Death the Kid. Il porte un grand manteau et un étrange masque en forme de tête de mort ce qui lui donne un aspect de spectre comique. Il est toujours décontracté et il fait souvent des blagues malgré son statut de directeur de Shibusen. Dans ses flash-back, on le voit avec un masque de tête de mort très réaliste et il était nettement plus sérieux, lors de ses combats contre le Grand Dévoreur, il montrera à nouveau son caractère sérieux. On apprend qu'il a changé de masque après avoir fondé Shibusen car il faisait peur aux enfants. Son âme est tellement puissante qu'elle englobe tout Death City. Celle-ci est en fait rattachée à Death City, ce qui fait qu'il ne peut pas quitter la ville. Il a beaucoup d'affection pour ses élèves.

### Franken Stein
Voix japonaise : Yuya Uchida
Voix française : François Lescurat
C'est un personnage pour le moins étrange, Stein se révèle être le plus fort des meisters de Shibusen. Ce fut le premier partenaire de Spirit et le meilleur élève de Shibusen. Il remplacera Sid en tant que professeur à Shibusen. C'est un maniaque de la recherche scientifique (notamment de la dissection) qui n'a pas hésité à faire de Spirit son cobaye. Il est tellement fou de sciences qu'il avoue pouvoir être son propre cobaye. Il porte un boulon dans la tête qu'il tourne pour se concentrer. Il est suffisamment fort pour battre Maka, Soul, Black Star et Tsubaki en même temps, désarmé et assis ! Lors du réveil du Grand Dévoreur, il sera fortement touché par la vague de folie. C'est lui qui tranchera le premier corps de Médusa en deux à l'aide de Spirit Albarn.
Il est capable de projeter sa longueur d'âme sur les autres, comme Black Star, et de manier Spirit en mode "Tranche Sorcière" et peut utiliser "l’invocation spectrale".

### Sid Barrett
Voix japonaise : Masafumi Kimura
Voix française : Frédéric Souterelle
C'est un des professeurs de Shibusen, c'est aussi un meister trois étoiles. Il rappelle souvent par son style les rappeurs et les chanteurs de hip-hop. Il se fait tuer en se faisant transpercer le crâne par un pic de la statue de la Liberté, puis est ressuscité par Stein qui le transforme en zombie. Il se battra contre Maka, Soul, Black Star et Tsubaki pour leur cours de rattrapage. Par la suite, il reste à Shibusen où il lui arrive de surveiller lors des contrôles. Également il enquêtera avec Stein sur la sorcière Medusa Gorgon qui s'est infiltrée dans Shibusen. Il découvrira son laboratoire, mais la sorcière Elka devenue associée de Medusa lui tendra une embuscade de bombes à laquelle il échappera en s'enfouissant sous la Terre. Au début de la bataille dans le sous-sol de Shibusen, il sera d'une grande aide aux meisters qui affronteront le groupe de Medusa, en utilisant la "Résonance des Ames" avec Nygus, son arme ce qui sortira avant qu'il ne soit trop tard les meisters Maka, Black Star, Stein et Kid de la barrière cubique de Free l'Œil du Diable, prisonnier libéré par Medusa. Par la suite Shinigami l'envoie souvent en mission surtout après le réveil du Grand Dévoreur. Après sa mort, il parle de lui à l'imparfait.

### Mila Naigus
Voix japonaise : Junko Noda
Voix française : Catherine Collomb
C'est la partenaire de Sid, elle peut se transformer en couteau de chasse. Elle apparaît comme une femme d'un physique athlétique dont le visage est constamment entouré de bandelettes, et porte un pantalon treillis large. Après le réveil du Grand Dévoreur, elle prendra la place de Médusa en tant qu'infirmière. C'est aussi quelqu'un de doué dans la pose de pièges explosifs et est une excellente chasseresse.

## Les Death Scythes

### Spirit Albarn
Voix japonaise : Tōru Ōkawa
Voix française : Frédéric Souterelle
C'est le père de Maka. Il a tout d'abord fait équipe avec Franken Stein puis avec la mère de Maka qui le fit devenir un Death Scythe. Aujourd'hui, il est l'arme de Shinigami mais il lui arrive de se battre avec son premier partenaire, Stein. Il sert aussi de professeur remplaçant à Shibusen. Il ne supporte pas Soul qu'il juge indigne d'être le partenaire de Maka. Il adore sa fille mais est aussi un dragueur très volage ce qui lui vaut d'être détesté par Maka. Il est triste d'être un si mauvais père pour elle. Spirit a aussi été le cobaye de Franken Stein durant les cinq ans où il était son équipier (c'est d'ailleurs pour cela que Spirit a changé de partenaire). Tout comme Soul, il peut se transformer en faux pour se battre. Lorsqu'il n'est pas à Shibusen, il est au cabaret Chupa-Cabras généralement avec Blair. Après le meurtre de BJ, Spirit, accompagné de Sid, viendra chez Stein et lui demandera de retrouver, avec Marie, le vrai coupable. Après la capture du château de Baba Yaga, il informera Maka et Soul du danger qui les menace, mais Maka s'obstinera à croire son père. Sous sa forme d'arme, Spirit aussi est une faux mais dans un autre style que celui de Soul.
Dans l'anime : Spirit et Maître Shinigami se battront contre Asura, mais ils seront vaincus.

### Marie Mjolnir
Voix japonaise : Chieko Honda
Voix française : Jessie Lambotte
Death Scythe responsable de l'Océanie, ex petite amie de BJ et nouvelle partenaire de Stein (qui fut son premier coup de foudre) après l'événement de la nuit de l'anniversaire de Shibusen, son but premier dans la vie est de se marier et de prendre sa retraite de Death Scythe. Sa forme en tant qu'arme est un tonfa qui dégage des ondes électriques.
Elle est très étourdie et se perd souvent dans les couloirs de Shibusen ce qui explique son caractère assez naïf.
Shinigami lui a offert un poste d'enseignant à Shibusen, en remplacement de Stein. C'est quelqu'un de très protecteur en particulier avec Crona. Sa longueur d'âme lui permet de calmer la folie qui sommeille chez les autres personnes.et il semble que son œil gauche est caché car il contient son pouvoir.
Marie partira avec Stein pour retrouver le véritable assassin de BJ, jusqu'à ce qu'ils découvrent qu'il s'agisse de Justin, mais ils ne réussiront pas à l'arrêter.
Dans l'anime : Marie partira avec Crona retrouver Stein dans le repaire de Médusa pour le libérer de la folie. Sa forme d'arme est celle d'un marteau et elle n'a aucune relation avec BJ.

### Azusa Yumi
Voix japonaise : Yukana
Voix française : Isabelle Volpe
Death Scythe responsable de la zone de l'est de l'Asie. Ressemblant à une sévère institutrice, Asuza est également la Death Scythe ayant le plus les pieds sur Terre. Du temps où elle était encore étudiante, elle était déléguée de classe et selon Stein, elle s'énervait dès qu'il voulait disséquer un passant. Étant une arme humaine, elle peut se transformer en une sorte de fusil-arbalète tirant à longue portée. Si elle entre en résonance avec une autre personne, elle utilise également le Senrigan (l'œil des mille lieux) lui permettant de voir précisément les lieux alentour dans un certain rayon, idéal pour dessiner un plan d'une base ennemie et peut entrer en résonance à distance grâce à son don de téléresonance. Elle fera équipe avec Sid à plusieurs reprises. 
Dans l'anime : Azusa dirigera les troupes de Shibusen pour capturer le Grand Dévoreur.

### Tezca Tlipoca
Death Scythe responsable de l'Amérique du Sud. Il prend la forme d'un miroir démoniaque qu'Enrique, son meister, porte à sa jambe droite. Tezca est un personnage assez singulier,portant une tête d'ours comique sur le crâme (ce qui fait que personne n'a vu son visage) et comprend le langage d'Enrique (un singe) qui le fait s'écrouler de rire. Ses particularités sont de refléter l'image de son adversaire en lui donnant l'illusion d'un doppelgänger et de repérer son âme grâce à son miroir. Il viendra sauver Maka et Soul contre Médusa, qui viendra tout juste d'obtenir le corps d'Arachné, à la fin de la capture du château de Baba Yaga. Plus loin lors d'un combat qui oppose Justin face à Médusa, Tezca les interrompt en refletant l'image de chacun. Tezca essaiera de ramener Justin à la raison en lui rappelant les bons souvenirs entre amis, mais Justin lui révèlera qu'il ne lui prêtait jamais attention à cause de son casque et parce qu'il l'écoutait jamais à cause de ses écouteurs.
Il meurt tué par justin, mais son âme réapparaitra dans le miroir de la Death Room, il est le seul personnage dont l'âme est personnifié(pas sous la forme habituelle des âmes récoltées après la mort).

### Tsar Pouchka
Death Scythe responsable de l'Europe de l'Est. Sa particularité est que sa tête peut se changer en canon et utilise sa tête comme projectile. Il affronta Crona, mais à la suite d'un combat acharné lui et son meister  se feront vaincre par le sang noir et la folie de Crona.

## Le groupe de Médusa

### Médusa Gorgon
Voix japonaise : Hōko Kuwashima
Voix française : Julie André
Medusa Gorgon est une sorcière et la petite sœur d'Arachné Gorgon,créatrice des armes de meisters. On estime qu'elle et Arachné auraient toutes deux huit cents ans. Son animal totem est un serpent et elle en a justement un sur chaque bras sous forme de tatouages. Elle est intéressée par le Grand Dévoreur Asura et fait des recherches sur le sang noir qu'elle a créé et injecté à sa fille Crona dont elle veut faire un nouveau Grand Dévoreur grâce à la lame damnée Ragnarok. Elle s'infiltre dans Shibusen, où elle a pris la place d'infirmière afin d'étudier Soul Eater et Maka. Si elle a réussi à s'y infiltrer sans être reconnue c'est grâce au « Camouflâme », un sort magique utilisé par certaines sorcières de haut niveau qui protège la fréquence de l'âme d'une sorcière, même avec son camouflame, Medusa peut faire appel à ses serpents qu'elle infiltre dans le corps des gens comme lors de son combat avec la sorcière Elka Frog et Mizune. Le corps de Médusa contient près de mille serpents qu'elle peut faire sortir à tout moment pour combattre. Elle utilise aussi différentes attaques à base de flèches telles que « Vecto-flèche », « Vecto-plaque » « Vectornade » ,"Vecto Glaive", " Vecto Route" ou "Vecto Boost". Son animal de compagnie, un serpent lui est également utile avec l'attaque "Vive Vipère" et emploie souvent la formule "Serpent serpent Cobra Cobra". Elle est aussi capable, de modéliser son visage comme celui d'un serpent, ses yeux devenant parfois disproportionnés, son nez devenant très peu prononcé et sa bouche devenant extensible.
Elle se fait battre difficilement par le docteur Stein lors de la nuit de l'anniversaire de Shibusen, elle lui annonce alors qu'elle l'aime mais il lui répondra que ni lui ni elle ne connaissent l'amour. Avant de mourir, elle tente le tout pour le tout en déchirant son âme en morceaux, la rassemblant ensuite dans un de ses serpents qu'elle utilisera pour fuir par une bouche d'égout. Elle prendra possession du corps d'une petite fille, Rachel, après le réveil du Grand Dévoreur, en attendant de récupérer toute sa force magique et par le biais de cette apparence juvénile passera quasiment inaperçue sauf auprès des élèves de Shibusen où elle se fera emprisonner de son plein gré, car à nouveau elle détient un plan qui pourrait rallier cette fois-ci Shibusen à sa cause à condition qu'elle leur dise où se trouve l'Infusio que recherche également Arachné. Elle profitera de son talent de victime bluffeuse sur Shibusen pour infiltrer le château de Baba Yaga et récupérer le corps d'Arachné (qui est sa sœur aînée) vaincue par Maka, et depuis, elle occupe son corps. Avant cette mission, Crona aura rejoint Médusa et cette dernière se servira de Crona et du clown noir comme expérience, dont sur Black Star et Tsar Pouchka. Elle se fera tuer par Crona complètement atteinte par la folie. Avant de mourir, elle avouera à Crona qu'elle l'aimait. On peut supposer que Médusa voulait que Crona la tue car elle ne se défendit pas.
Dans l'anime: Médusa ne récupère pas le corps d'Arachné mais est tuée une seconde fois par Maka avec la technique du Majin Gari. Cette technique permettra à Maka d'éliminer Médusa sans tuer Rachel. Mais Médusa, avant de complètement disparaître, signale que cette technique ne tuera pas le Grand dévoreur. 

### Crona
Voix japonaise : Māya Sakamoto
Voix française : Pascale Chemin
Ce meister est l'enfant de la sorcière Médusa. Crona obéit à Médusa et manie la lame damnée appelée Ragnarok. Celui-ci est relié à son corps et n'est pas humain. Son sang noir est le fruit d'une expérience de Médusa. Au début de l'histoire, Crona ne suit pas les règles de Shibusen concernant les âmes à chasser et risque de devenir un Grand Dévoreur mais Crona évoluera après sa deuxième rencontre avec Maka et deviendra élève à Shibusen et commencera à apprendre la valeur de l'amitié. Ayant commencé à s'habituer à la vie à Shibusen, Crona tombe par mégarde sur Médusa qui est toujours vivante pour lui conférer la mission de retrouver les artéfacts d'ensorcellements massifs stockés à Shibusen et celle de cacher un stylo-microphone espion dans le Laboratoire du Professeur Stein. Commençant à avoir des remords et soumis aux ordres de Médusa, Crona aura disparu et se sera de nouveau rallié à Médusa, qui lui aura fait oublier sa vie à Shibusen.
Dans l'anime : Crona ayant des remords,  partira avec Marie au repaire de Médusa pour libérer Stein de sa folie et régler ses comptes avec Médusa et s'interposa entre une attaque de sa mère et Maka pour protéger son amie.

### Ragnarok
Voix japonaise : Keiji Himeno
Voix française : Lucas Bleger
C'est l'arme de Crona sous forme d'épée noire. Il a l'habitude de lui donner des coups sur la tête ou de mettre les doigts dans son nez ou dans sa bouche, dans certaines situations. Comme il fait partie du corps de Crona, il y canalise le sang noir qui y circule et si son sang sort de son corps, il peut le solidifier et s'en servir pour produire des attaques telles que 'épines ensanglantées'. Ragnarok possède une force de cri phénoménale qui peut tout dévaster sur son passage et est réglé sur 3 niveaux ; 'écorch Alpha', 'écorch Beta' et 'écorch Gamma'. Après avoir intégré Shibusen, il rétrécira puisqu'on lui aura confisqué toutes les âmes qu'il avait mangé.
Dans l'anime: Durant le combat contre Medusa, Ragnarok sera blessé par Medusa mais on le verra vivant à la fin du dernier épisode

### Elka Frog
Voix japonaise : Misato Fukuen
Voix française : Bénédicte Rivière
C'est une sorcière qui s'oppose de prime abord à Médusa. Son animal totem est la grenouille dont elle peut prendre l'apparence. Sa meilleure amie la sorcière Mizuné et elle vont essayer d'arrêter Médusa dont elles jugent les actions dangereuses pour la communauté des sorcières car si le Shinigami découvre ce que trame Medusa au sein de Shibusen, les sorcières pourraient toutes mourir mais elles échoueront. Par la suite, Elka se retrouvera sous les ordres de Medusa qui lui a inséré, à son insu, des serpents dans le corps. Afin de ne pas se faire tuer par ces mêmes serpents, Elka se verra forcée d'obéir à Médusa. Elle se déplace parfois sur un têtard noir géant volant, appelé têtard Jackson Elle utilise souvent des bombes magiques pour se battre et fait appel également à des sorts "mathémagiques" également employé par Medusa, parmi eux, l'Equasor qui aidera Free à activer la barrière magique censée enfermer les élèves de Shibusen lors de la soirée de l'anniversaire de l'école.

### Mizune
Voix japonaise : Mayuki Makiguchi
Voix française : Lucille Boudonnat
C'est une sorcière et la meilleure amie de Elka Frog. Son animal totem est la souris. Elle sera tuée par Médusa mais ses cinq sœurs rejoindront Médusa grâce à Elka qui leur a menti en leur racontant que Shibusen était responsable de la mort de leur sœur ainée. Elles peuvent voler, se transformer en souris, attaquer avec des moustaches lasers et aussi fusionner. Son nom vient du japonais « Nezumi », qui signifie souris.
2 Mizune : Prend l'apparence d'une petite gamine.
3 Mizune : Prend l'apparence d'une jeune adolescente.
4 Mizune : Forme inconnue, jamais utilisée.
5 Mizune : Prend l'apparence d'une femme adulte aux vêtements révélateurs.
La forme obtenue en fusionnant les 6 Mizune est inconnue sachant que l'aînée mourut dévorée par un des serpents de Médusa.
Dans l'anime : Seule la fusion des cinq Mizune est démontrée.

### Free
Voix japonaise : Rintaro Nishi
Voix française : Christophe Seugnet
Plus communément appelé l'Œil du Diable, il est un des acolytes de Médusa. Il fait partie du clan des Immortels et peut se transformer en loup-garou. Il a passé 200 ans dans la prison des sorcières pour avoir arraché l'œil gauche de la doyenne des sorcières. Il rejoint Médusa qui l'a libéré avec l'aide d'Elka. L'œil de la doyenne lui permet d'utiliser la magie de glace et des techniques spatio-temporelles tels que les hologrammes. Au-dessus de l'œil de Mabaa, Free porte l'inscription « No Future ».
Physique
Il a un œil noir et l'autre est un pentagramme rouge (l’œil de la doyenne des sorcières Mabaa). Il a les cheveux et les poils noirs quand il se transforme en loup-garou. Sous forme lupine, il possède une gueule dont les babines sont retroussées, lui faisant afficher un rictus moqueur de façon constante.  Il peut changer de forme à volonté.
Habillé en tenue de prison au début, il s'habille avec un t-shirt noir avec des signes sur les épaules pendant et après le combat contre Death the Kid. Il a un physique très impressionnant. Le grand dévoreur lui fait remarquer en lui disant qu'il adorait avoir un corps aussi musclé que le sien.

### Le clown noir
Fruit de l'expérimentation de la folie de Médusa, il servira de cobaye pour Crona afin de lui créer une armure renforcée par le Sang Noir et de lui conférer 1 autre lame damnée (ténèbres) ajoutée à Ragnarok.

## Arachnophobia

### Arachné Gorgon
Voix japonaise : Michiko Neya
Voix française : Emma Darmon
Dirigeante d'Arachnophobia, c'est la sœur aînée de Médusa, son animal totem est l'araignée. Huit cents ans auparavant, elle fut traquée par Shinigami et forcée de détruire son corps en le divisant en araignées et en cachant son ame dans un Golem. Elle profitera de ces huit cents ans de silence pour observer ce qui se passe partout dans le monde à l'aide de ses araignées.
On la surnomme la mère des armes démoniaques dont elle serait la créatrice. Tsubaki serait l'une de ses descendantes directes.
Dans l'anime, elle se fit tuer, lors de la bataille de Shibusen contre Arachnophobia, par Ashura et ce dernier mangea son âme. 
Dans le manga, c'est Maka qui la tuera et qui donneras son ame à Soul pour en faire un Death Scythe.

### Mosquito
Voix japonaise : Takashi Inagaki
Voix française : Jean-Pierre Leblan
Homme moustique, très petit et très vieux (plus de 800 ans), il sert en quelque sorte de majordome d'Arachné et ne s'entend pas du tout avec Giricco. Son nez pointu peut s'allonger afin de boire le sang des autres, comme un moustique et réussit à rajeunir pour retrouver les formes qu'il avait des centaines d'années auparavant, regagnant la puissance de sa jeunesse.
Formes de rajeunissement :
- Normal : Il a une taille minuscule et ne possède que la technique du Giro-Dard.
- -100 ans : Il a alors des bras particulièrement gros, mais sans autres transformation, ce qui fait que ses pieds ne touchent pas le sol s'il tend ses bras.
- -200 ans : Son nez s'allonge particulièrement et ses membres gagnent en taille, ce qui lui permet d'aller beaucoup plus vite.
- -400 ans : Il a alors une forme humaine et la capacité de se transformer en chauve-souris, ce qui le rapproche d'un vampire.
- -800 ans : Sa forme reste inconnue et il sera vaincu par Noah avant de pouvoir se transformer.

### Mifuné
Voix japonaise : Kenjiro Tsuda
Voix française : Julien Chatelet
Surnommé « Le Dieu de l'Épée », Mifune est un très puissant samourai engagé par Arachnophobia en tant que mercenaire. Son âme à elle seule vaut 99 âmes humaines. En réalité il ne partage pas les ambitions d'Arachnophobia et ne les suit que parce qu'ils peuvent garantir la sécurité de sa petite protégée, Angela. Le seul véritable adversaire de Mifuné est Black Star. Ses combats l'auront conduits à différentes issues, de sa défaite en passant par sa victoire à sa mort.
Dans l'anime : Black Star ne tuera pas Mifuné et l'aidera même à sauver Angela. Par la suite, on peut supposer qu'il a fait ce que lui a suggéré Tsubaki, à savoir devenir professeur à Shibusen.

### Angela Leon
Voix japonaise : Ayaka Saito
Voix française : Lucille Boudonnat
Petite sorcière et protégée de Mifuné, elle ne maitrise pas encore bien la magie. Son animal totem est le caméléon. Elle a été capturée par un groupe de la mafia, Mifuné avait reçu l'ordre de la tuer mais voyant qu'elle n'était qu'une enfant, Mifuné avait décidé de trahir son groupe et de protéger Angela. Depuis que Mifuné est mort, Shibusen prend le soin de recueillir et d'élever la petite sorcière.
Dans l'anime : Mifuné n'étant pas mort, elle est toujours sous sa protection.

## Le groupe de Noah

### Noah
C'est un personnage énigmatique qui a la bonté d'usurper l'identité d'Eibon car il se déclare posséder son livre et dit vouloir collectionner les âmes pour devenir "tout". Apparemment, son âme est uniquement de nature désireuse.
Lors de la capture du château de Baba Yaga, il vaincra Mosquito facilement et enfermera Kid dans le livre. Après ces événements, il enverra Gopher pour tuer Maka qu'il considère comme une menace et souhaite utiliser sa perception des âmes pour retrouver le Grand Dévoreur. Après que les Spartes eurent accomplis leur mission de sauver Kid, ils livreront un combat final contre Noah qui utilisera le pouvoir du livre d'Eibon et de sa collection. Kid utilisera donc une partie de ses pouvoirs de Shinigami pour le tuer. Cependant, il sera ressuscité par le guide du livre d'Et bon et ira sur la Lune avec Gopher et le guide.

### Justin Law
Voix japonaise : Yoshinori Fujita
Voix française : Jean-Adrien Espiasse
Death Scythe responsable de la zone européenne. C'est un fervent religieux qui était au service de Shinigami et qui porte toujours des écouteurs avec la musique au maximum. Même s'il semble ne pas entendre les paroles des autres protagonistes à cause des écouteurs, il s'avère lors de son combat contre Giricco qu'il peut en fait lire sur les lèvres, donc comprendre ce que tout le monde dit excepté Shinigami qui porte un masque. Justin n'a pas de partenaire, ce qui est très rare pour une arme, il est le plus jeune des Death Scythes et est parvenu tout seul à en être une. Il peut partiellement transformer son corps en guillotine. Quand il se bat, il prie pour renforcer son âme. Il se déplace à l'aide d'une moto reliée à un cercueil sur roues et des amplis, produisant un boucan infernal. À la surprise de Shibusen, il sera révélé qu'il est le véritable assassin de B.J. Son double jeu lui vaudra de s'unir à Noah, le temps qu'il puisse retrouver le Grand Dévoreur qu'il considère maintenant comme son seigneur. D'après lui, Noah lui a dit qu'il savait où se trouvait le Grand Dévoreur et trahira de nouveau son camp pour arriver à l'endroit où se trouverait Asura.
Il affronte Tezcatlipoca en Ukraine, qu'il tuera, et affrontera Stein sur la Lune, mais sera vaincu et mourra.

### Giricco
Voix japonaise : Nobutoshi Canna
Voix française : Julien Chatelet
Arme démoniaque au service d'Arachné, il peut se changer en tronçonneuse. Il aura transféré sa mémoire dans l'âme de ses 30 descendants afin de survivre en conservant sa rage de tuer et d'échapper à Shibusen pendant 800 ans. À la mort d'Arachné, il se ralliera à Noah. Ce dernier pressentant une intrusion dans le livre d'Eibon, l'enverra pour tuer Maka. Après le coup de grâce de Maka (qu'elle portera en fait à un golem qui prenait sa forme), à sa stupeur, il réapparaîtra sous une nouvelle forme féminine mais son nouveau corps ne pouvant supporter cette rage de tuer, son âme finira par s'auto-détruire.

### Le Clown
Voix japonaise : Hirofumi Nojima
Voix française : Julien Chatelet
C'est une source de la folie d'Asura. Il utilise la faiblesse et la peur des gens pour les entrainer dans la folie.
C'est lors d'une mission en Russie que Maka et Soul le rencontreront. Maka, sentant la peur la ronger, se laisse entrainer vers le Clown et voit ses souvenirs les plus heureux se transformer en cauchemar. Mais grâce à sa longueur d'onde Anti-Démon et son courage, elle vaincra le Clown avec sa nouvelle version améliorée de 'Tranche Sorcière' sans savoir où se trouve Asura et si elle l'a vraiment détruit. Après les évènements de la capture du château de Baba Yaga, Le Clown réapparait au côté de Justin et semble s'être allié au côté du groupe de Noah. Après la mort de Noah, il a obtenu une nouvelle apparence et a pris le nom de Pitre. 
Dans l'anime: Dans la ville du "Cercueil de Pierre"; Death The Kid se retrouve face à deux clowns semblables à celui-ci mais au moral différent; ce sont d'ailleurs les deux protecteurs du dernier artéfact.

### Gopher
C'est un corps apparemment artificiel créé par Noah et qui agit à son service. Il possède une âme de Grigori (Âme séraphique), exactement comme celle de Maka, mais mélangée avec de la magie maléfique.
Lors de son combat contre Maka, il se révèlera de caractère jaloux envers Maka car il souhaiterait, tout autant qu'elle, faire partie de la collection de Noah; ce qui lui vaudra d'être vaincu mais il s'échappera grâce à une page du livre d'Eibon.
Après la mort de Noah,il s'enfuira avec le Livre d'Eibon (qui contenait encore BREW/Infusio) en continuant de scander que ce livre appartient à son maître.

## Les autres personnages

### Blair
Voix japonaise : Emiri Kato
Voix française : Céline Melloul
Blair est une magicienne féline d'apparence très sexy, à la poitrine avantageuse et aux courbes généreuses.Elle apparaît lors du prologue de Soul et Maka : ils la tuent en la prenant pour une sorcière (elle utilise un physique humanoïde). Elle aime bien jouer avec Soul. En réalité c'est une chatte possédant des pouvoirs magiques faisant souvent référence à la fête des sorcières: Halloween comme Canon Halloween, Trouille Trouille citrouille (pumpkin), etc. ; et comme les chats ont neuf vies, elle ressuscitera. Elle est très attirée par Soul, elle vit d'ailleurs avec lui et Maka. Elle aime beaucoup s'amuser et dépenser de l'argent pour s'acheter de nouvelles lingeries et affectionne aussi le poisson. Ses sorts sont orientés sur Halloween et les citrouilles. Bien qu'elle ne joue pas un rôle important dans la suite, elle sait être d'une aide pour combattre les Mizuné et le Hollandais Errant. Elle fait partie du groupe de sauvetage de Kid dans le livre d'Eibon.
Dans l'anime: Blair, accompagnée de Lisa et Arisa, aidera Joe à construire une machine capable de faire déplacer Death City.

### Lisa et Arisa
Voix japonaise : Mayuki Makiguchi (Lisa), Izume Koike (Arisa)
Voix française : Jessie Lambotte (Lisa), Pascale Chemin (Arisa)
Elles sont les hôtesses du cabaret Chupacabras où Spirit vient de temps en temps flirter en leur compagnie. Plus tard, elles sont démasquées par Spirit et Sid grâce à une lettre de Médusa en tant que des sorcières obéissant à Arachnophobia. Pour payer leur dette, Shinigami propose leur aide pour libérer Kid du livre d'Eibon.
Dans l'anime: Lisa et Arisa, accompagnées de Blair, aideront Joe à construire une machine capable de faire déplacer Death City et ne seront pas démasquées.

### Excalibur
Voix japonaise : Takehito Koyasu
Voix française : Julien Chatelet
C'est l'Épée Sacrée qu'Arthur a retiré pour ainsi devenir Roi et Héros Éternel. Nombreuses légendes narrent les hauts faits de cette épée mais en réalité, elle cache une autre apparence que Kid et Black Star découvriront, de la même manière que de nombreux élèves de Shibusen, qui furent attirés par cette légende. Elle est extrêmement ennuyeuse et égocentrique et toutes les personnes voulant accéder à la suprématie qu'elle procure la replaceront dans son socle de pierre, ne voulant pour rien au monde faire équipe avec elle. Excalibur demande une liste de 1000 règles avant d'accepter de faire équipe avec qui que ce soit. La seule personne qui l'acceptera n'est autre qu'Héro, le plus nul des meister. Ce dernier le reposera quand même car il ne supportait pas ses éternuements. 
Sa puissance est cependant bien réelle. Celui qui possèdera Excalibur aura le pouvoir de téléportation, possèdera des ailes de lumière et pourra trancher l'espace-temps.
Noah serait venue dans sa grotte et l'aurait rajouter à sa collection, il semblerait qu'il en soit ressortit quand Liz trancha le ciel en deux et le jeta par cette troué. 
Dans l'anime : il viendra à Shibusen pour assister au combat final contre le Grand Dévoreur. On sait aussi que Excalibur a un lien très ancien avec Eibon, Shinigami et Asura (le grand dévoreur) car Asura dira en revoyant Excalibur que cela le rendait nostalgique. Excalibur faisait-il partie des 8 Dieux tout comme Eibon, Shinigami et Asura le grand dévoreur ?

### Grand Ancien
Un des Grands Anciens qui vit dans le livre d'Eibon, il explique que les 8 Dieux sont les Grands Anciens et qu'il est celui qui inspire la "Force". Il permet à Kid et à Black Star de maitriser la Folie.

### Masamuné
Voix japonaise : Hiroshi Tsuchida
Voix française : Jean-Pierre Leblan
Il est le grand frère de Tsubaki, il aurait dû devenir l'héritier du clan Nakatsukasa mais ayant la volonté de force et quittant le droit chemin, c'est Tsubaki qui hérita des pouvoirs. Il ne lui resta qu'un katana et est devenu le Sabre Maudit contrôlant les ombres et le meister qui le porte grâce à ses peurs, finissant par dévorer l'âme de ce dernier. Depuis ce jour, il erra rongé par la rancune et commença à devenir un Grand Dévoreur. Tsubaki et Black Star partiront au village des ronces pour l'arrêter, et après un combat dantesque entre les esprits de Tsubaki et de Masamuné, il finira par être vaincu et Tsubaki récoltera sa première âme, celle de son grand frère, acquérant ainsi le pouvoir du mode "Sabre Maudit".

### Le diablotin
Voix japonaise : Hōchū Ōtsuka
Voix française : Christophe Seugnet
Depuis que Soul est infecté par le sang noir de Ragnarok, il fait des rêves étranges à propos d'un diablotin en smoking dansant sur du jazz dans une salle noire appelée la Black Room. (référence à la chambre rouge, scène célèbre de la série Twin Peaks) Depuis le combat de Soul et Maka contre Free, ce diablotin représentant la folie de Soul tentera à plusieurs reprises d'inciter Soul à céder à la folie pour devenir plus fort et oublier sa peur, mais Soul ne se laissera pas intimider et tiendra à contrôler sa folie contenue en lui lors des combats contre Crona et Mosquito. On ignore encore ses intentions mais il semble vouloir du mal à Soul.

### La sorcière doyenne
Voix japonaise : Tomie Kataoka
Il s'agit de la plus vieille des sorcières, et en dirige l'assemblée. Elle a eu son œil gauche arraché par Free.

### Le Hollandais Errant
Voix japonaise : Yasunori Matsumoto
Voix française : Patrick Noérie
C'est le capitaine du vaisseau fantôme Nídhögg qui sillonne les eaux de la mer Baltique. Il utilisera son navire pour faucher des âmes humaines et les rapporter au Grand Dévoreur. En mission, Kid, Liz et Patty étaient sur le point de l'affronter avant que Crona ne les prenne par surprise en tranchant la tête du Hollandais volant. Ragnarock s'emparera des âmes humaines. Le Hollandais Errant refera une apparition dans une usine désaffectée en Russie où il conserve le Clown.

### Le Grand Dévoreur Asura
Voix japonaise : Toshio Furukawa
Voix française : Mathieu Coblentz
Il est l'ennemi principal. Sa longueur d'âme influe sur la folie présente dans l'esprit de chacun et peut la faire ressurgir. Asura était le plus puissant du groupe du Maître Shinigami mais il fut tellement terrorisé par la mort qu'il décida de se nourrir d'âmes humaines et dévora même son arme pour devenir plus fort. C'est ainsi que naquit le premier Grand Dévoreur. Contre toute attente, Shinigami dépeça Asura de sa peau et s'en servit pour l'enfermer dans un sac dans les sous-sols de Shibusen. Asura sera ressuscité après le combat à mort dans le sous-sol et tentera de s'échapper avant que Shinigami ne l'affronte et sorte de la zone d'espace de combat. Il partira se cacher quelque part pour retrouver sa force et répandre sa démence à travers le monde, ce qui ramènera Arachné. Par la suite, Maka et les autres s'aperçurent qu'Asura se trouvait sur la Lune, où Justin et les Clowns l'ont rejoint. À la suite de la mort de ces derniers, il se réveille puis se fait absorber par Crona. Lorsque Crona commence à perdre le contrôle et à céder à la folie, Asura reprend le dessus pour affronter les envoyés de Shibusen. C'est lors de ce combat que Kid devient Dieu de la mort, et que l'on apprend qu'Asura est en réalité le frère de Kid et le fils du Shinigami.
Dans l'anime : Asura sera retrouvé par Arachné qui lui proposera de se joindre à Arachnophobia. Bon nombre d'adversaires tenteront de l'arrêter tels que Shinigami, Kid et Black Star mais seront vaincus. Seule Maka saura vaincre Asura (d'un seul coup de poing) par le courage contre la peur et la folie. Ses dernières paroles rappelleront que même s'il est vaincu, tout être humain possède une part de folie et rien ne l'arrêtera.

### Eibon
Voix japonaise : Yasuyuki Kase
Voix française : Mathieu Coblentz
Il s'agit du plus grand sorcier et scientifique de tous les temps. Il y consacra sa vie entière à fabriquer des artefacts d'ensorcellements massifs et répertorier ses recherches dans celui que l'on appelle "Le livre d'Eibon". Apparemment, lui et Shinigami auraient eu une étroite collaboration par le passé, notamment grâce à leur signatures sur la plaque du "Ressort Perpétuel" et ils étaient tous les deux présents lors de l'explosion du laboratoire de recherche des sorcières sur l'Île Perdue. Il faisait également partie du groupe de Shinigami en même temps qu'Asura. Peu de gens savent ce qu'est ou ce qu'était exactement Eibon, mais ce personnage attise la curiosité de Kid qui tentera par tous les moyens d'y avoir des informations.
Dans l'animé : son âme était à l'intérieur d'une clé, le dernier outil démoniaque. Caché dans un village appelé "Le Tombeau de Pierre", celui-ci avait été décimé de tous ses habitants et des personnes qui y avaient été envoyés en reconnaissance. C'est Kid qui le retrouvera après avoir affronté seul deux clowns robotisés, laissant Liz et Patty à l'extérieur, n'étant pas sûr de la nature du mal qui se trouvait dans le village.
C'est l'âme d'Eibon elle-même qui permit à Shinigami de libérer le pouvoir de l'Infusio.

### Rachel Boyd
C'est une petite fille habitant avec sa mère et son père dans un quartier de Death City. En rentrant des courses, elle y trouvât un chien abandonné qui se révéla être habité par Médusa sous la forme d'un serpent. Elle en profitera pour entrer dans le corps de Rachel, et ainsi y abriter jusqu'à ce qu'elle recouvre ses pouvoirs. Après la capture du château de Baba Yaga, Rachel sera libérée de l'emprise de Médusa.
Dans l'animé : elle sera libérée de l'emprise de Médusa par le "Tranche-Démon" de Maka.

### Le Roi Pêcheur
Voix japonaise : Takuro Kitagawa
Voix française : Jean-Pierre Leblan
C'est un assassin dans un costume de pêcheur et armé d'un harpon qui agit au service d'Arachnophobia. Bien qu'il soit malin et débrouillard, il n'en demeure pas moins très naïf. Il aura pour mission de récupérer l'artefact "Le Ressort Perpétuel" du train express dans le Sahara, mais sera rapidement arrêté par Kid, et par la suite, tué par Sid avant qu'il n'ait eu le temps d'expliquer à Kid la relation qu'entretenait Shinigami et Eibon.

### Hero
Voix japonaise : Hiro Shimono
Voix française : Thierry d'Armor
C'est le meister le plus pitoyable de Shibusen mais surtout le moins doué. Il est à la merci de tout le monde et accepte même de leur faire les courses. Souhaitant renaître de sa vie de serviteur, il décidera de partir à la recherche de l'épée sacrée Excalibur et deviendra son partenaire, ce qui surprendra Black Star et rendra Ox complètement dingue face à la facilité de Hero à supporter ce personnage insupportable. Il vaincra en duel Black Star, Kirik et Kid sans problème, respectera les 1000 règles d'Excalibur et deviendra son partenaire idéal et un héros aux yeux de tous. Malheureusement, ce qui avait si bien commencé se finira mal pour Hero car il ne supportera plus Excalibur à cause de ses éternuements, et reviendra à sa vie d'antan.

### Beater Joe
Voix japonaise : Atsushi Ono
Voix française : Jean-Pierre Leblan
Alias B.J, un ancien petit ami de Marie qui a le pouvoir de ressentir les variations les plus subtiles dans l'âme des autres personnes. Il est appelé à Shibusen dans le but d'enquêter sur une affaire d'espionnage. Après avoir repéré un mouchard magique dans l'âme de Marie, il sera plus tard assassiné par Justin Law.
Dans l'anime : C'est un scientifique spécialisé dans la technologie dans la branche de l'Océanie. Il testera les artefacts regroupés par Shibusen et découvrira le secret caché dans le livre d'Eibon. C'est aussi un grand amateur du café d'Oncle Bob et ne sera pas assassiné. Il n'a aucune relation avec Marie. Il se fera aider par Blair, Lisa et Arisa dans la construction de Robot Death City.

### White☆Star
Voix japonaise : Kenta Miyake
Voix française : Christophe Seugnet
Il s'agit du père de Black Star et chef du clan Astral anciennement décimé par Shibusen pour avoir abusé de la quête du pouvoir en chassant des âmes humaines pour de l'argent. Black Star sera souvent comparé à son père quand il commencera à s'éloigner du droit chemin du guerrier.
Dans l'anime : Lors d'un flashback, il est révélé que Mifuné a affronté White Star à deux reprises auparavant. Il était sur le point de devenir un Grand Dévoreur à leur deuxième affrontement mais Mifuné l'arrêta à temps.

### Sanjûrô Nakatsukasa
Il s'agit du père de Tsubaki, et de Masamuné. Il sera porteur de précieux conseils pour Black Star lors de son entraînement où il l'avisera sur les choix à prendre sur la route du guerrier.